# Wikipédia en peul
Wikipédia en peul (en peul : Wikipedia Fulfude) est l'édition de Wikipédia en peul (fulfude en peul), qui  appartient à la branche atlantique des langues nigéro-congolaises parlée dans de nombreux pays d'Afrique de l'Ouest dont notamment le Burkina Faso, le Cameroun, la Gambie, la Guinée, la Guinée-Bissau, le Mali, le Niger, le Nigeria, le Sénégal. L'édition est lancée en août 2004, et dans les faits en juin 2005. Son code est : ff.
Au 15 juillet 2025, l'édition en peul contient 9 903 articles et compte 11 441 contributeurs, dont 37 contributeurs actifs et 3 administrateurs.

## Présentation

Localisation des langues atlantiques (en jaune). Le peul est marqué par un F (fula).
Diffusion du peul en Afrique.

## Statistiques
- Le 28 septembre 2024, l'édition en peul contient 4 083 articles et compte 10 009 contributeurs, dont 41 contributeurs actifs et 2 administrateurs.
- Le 23 mars 2025, elle contient 8 112 articles et compte 10 887 contributeurs, dont 44 contributeurs actifs et 3 administrateurs.